# Качолота чорночуба
Качоло́та чорночуба (Pseudoseisura lophotes) — вид горобцеподібних птахів родини горнерових (Furnariidae). Мешкає в Південній Америці.

## Опис

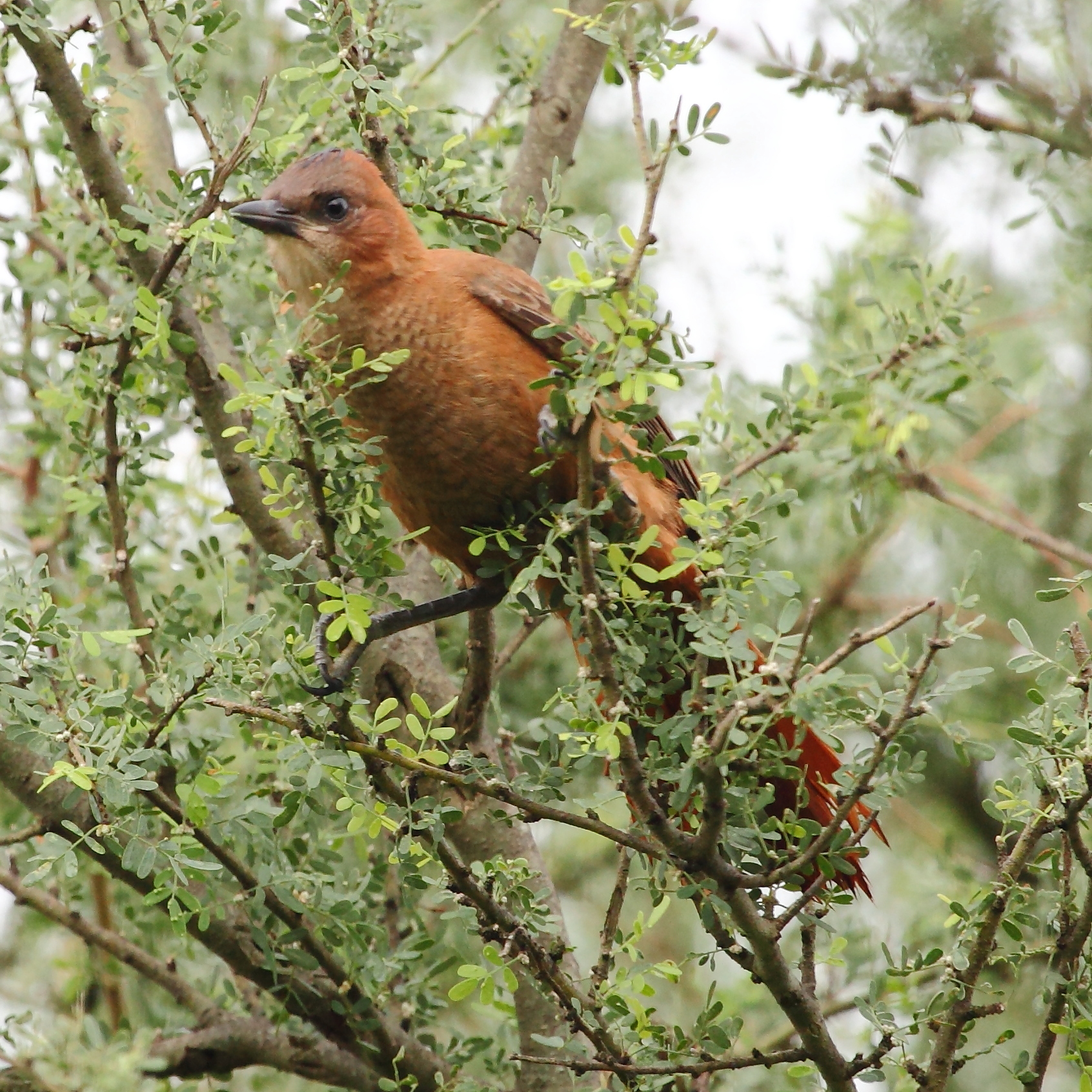
Чорночуба качолота

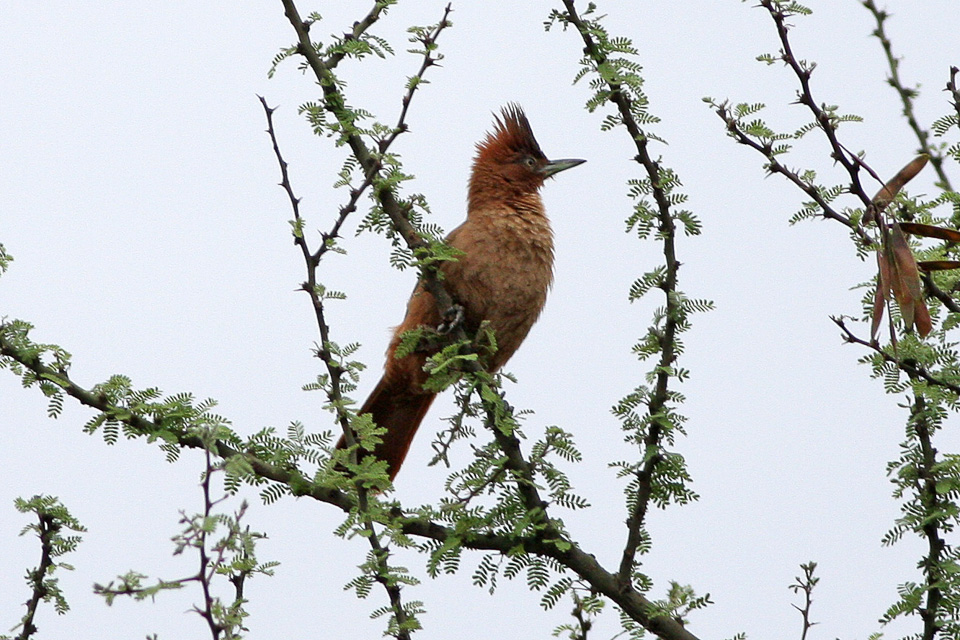
Чорночуба качолота

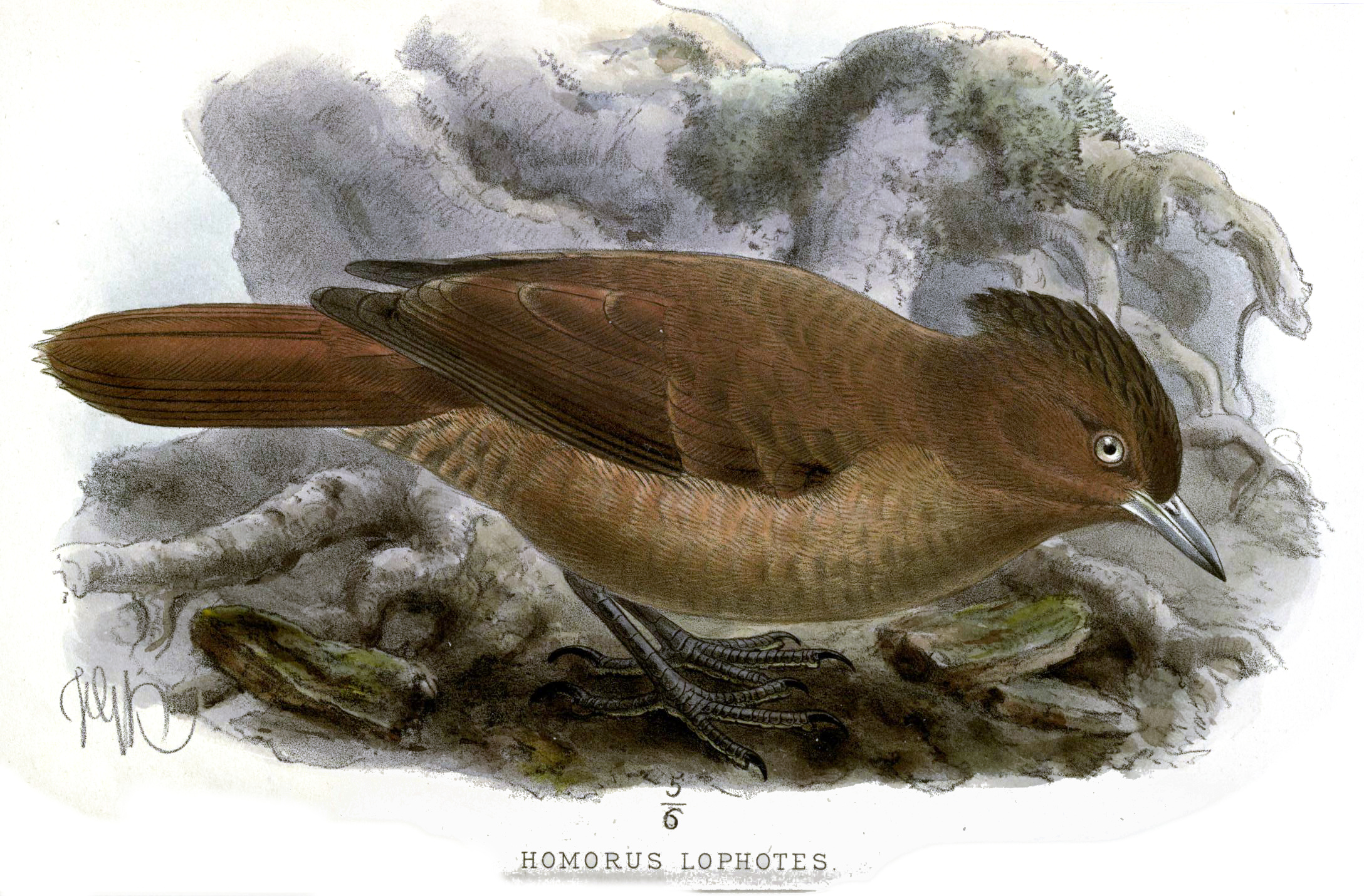
Чорночуба качолота

Довжина птаха становить 26 см. Верхня частина тіла темно-коричнева. Пера на тімені темні, сіруваті, формують помітний чуб. Надхвістя і хвіст темно-руді. Обличчя і горло руді, нижня частина тіла коричнева. Райдужки жовті.

## Підвиди
Виділяють два підвиди:
- P. l. lophotes (Reichenbach, 1853) — південна Болівія (південь Санта-Крусу, схід Тарихи), західний Парагвай;
- P. l. argentina Parkes, 1960 — північна і центральна Аргентина (від провінцій Катамарка, Сантьяго-дель-Естеро і Коррієнтес на південь до Мендоси, Ла-Пампи і Буенос-Айреса), Уругвай і крайній південний захід Бразилії (захід штату Ріу-Гранді-ду-Сул).

## Поширення і екологія
Чорночубі качолоти мешкають в Болівії, Аргентині, Парагваї, Уругваї і Бразилії. Вони живуть в сухих, тропічних лісах, чагарникових заростях і саванах Гран-Чако та в пампі. Зустрічаються на висоті до 900 м над рівнем моря.

## Поведінка
Чорночубі качолоти зустрічаються невеликими зграйками. Живляться комахами. яких шукають серед опалого листя та на землі.